# Liefmans (bière)

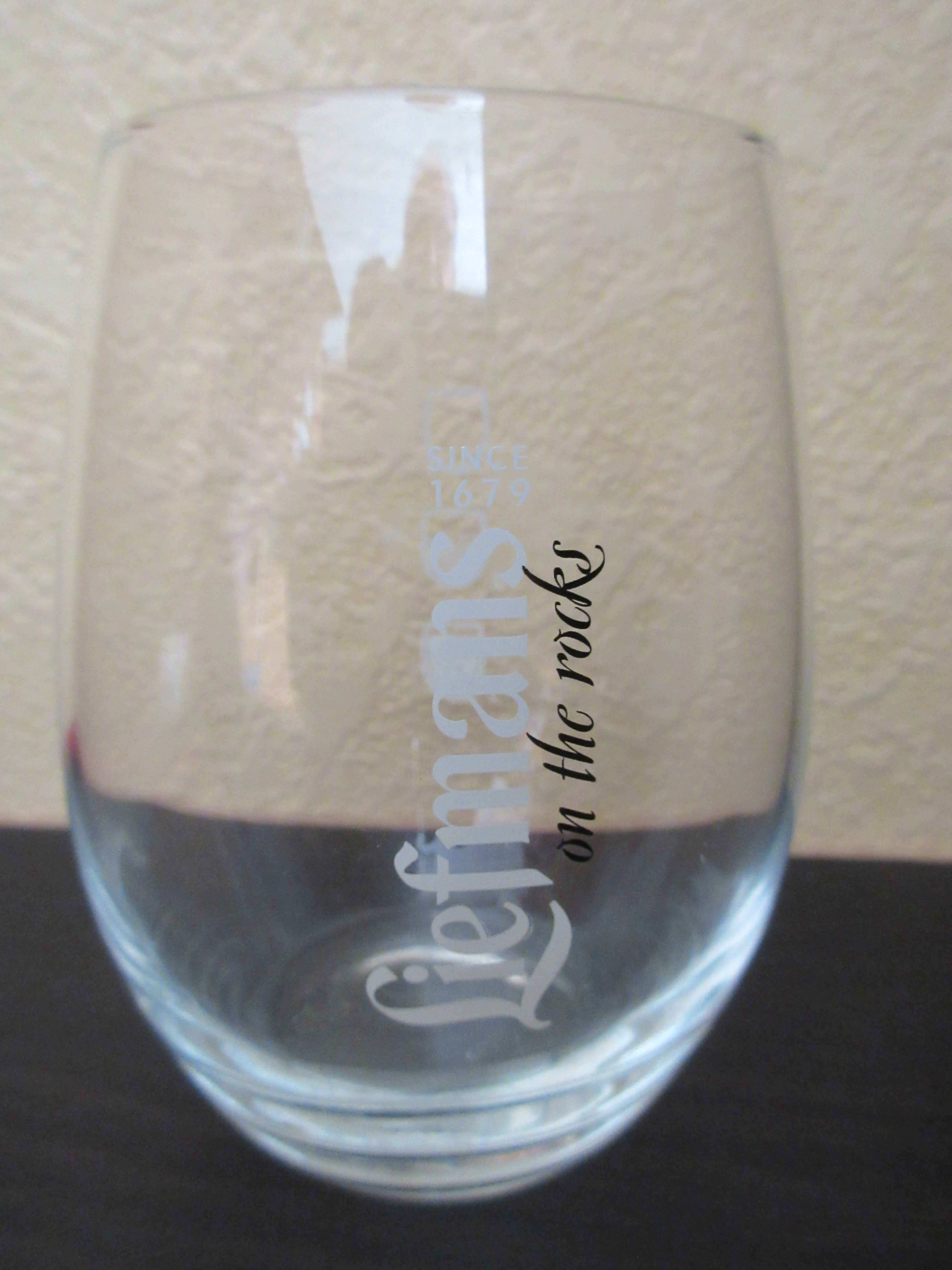
Verre à bière Liefmans

La Liefmans est une bière belge. La bière est brassée par la brasserie Liefmans à Audenarde. En 2008, après sa faillite en 2007, la brasserie est acquise par le groupe Duvel Moortgat.

## Historique
La brasserie Liefmans brasse ses bières selon une tradition remontant à 1679. Leur saveur typique est obtenue par fermentation mixte en cuve ouverte, suivie par un palier et la coupe par de vieilles et jeunes bières supplémentaires. La fermentation est naturelle, par de la levure de l'air dans la région. Les Liefmans avaient différentes types de bière, dont beaucoup n'existent plus. L'acquisition par le groupe Duvel Moortgat a permis la relance de la bière. Il a accentué la différenciation d'avec les kriek classiques. Cependant, le brassage traditionnel est conservé. Ainsi la Liefmans Goudenband et la Liefmans Cuvée Brut sont encore enveloppées à la main avec du papier. Ces enveloppes, depuis peu, portent la signature de Rose Blancquaert-Merckx, la première femme brasseuse de Belgique, qui supervisa la brassage dans les années 1970 et 1980. Rose fut ballerine avant de devenir en 1946 secrétaire du directeur de la brasserie,.

## Bières
- Liefmans Cuvée-Brut est une bière fruitée rouge foncé-brune brassée une fois par an. Elle a une teneur en alcool de 6 %. Autrefois connue sous le nom Liefmans Kriek, mais après l'acquisition de la brasserie par Duvel Moortgat, elle fut relancée sous un nouveau nom[5]. La bière est un assemblage de vieilles et nouvelles bières (55 % Vieille brune et 45 % de kriek), complétée par des cerises fraîches (13 kilos par hectolitre de bière). Une bouteille peut donc contenir 15 à 20 breuvages différents. Elle mûrit pendant 18 mois. La bière peut être conservée pendant plus de 10 ans. Liefmans Cuvée-Brut est disponible en bouteilles de 75 cl et 37,5 cl et en fûts de 30 litres.
- Liefmans Goudenband est une bière rouge-brune de fermentation mixte, avec une teneur en alcool de 8 %. Autrefois nommé Liefmans Ijzeren Band, elle fut renommée en 1956 en Goudenband. La bière mûrit pendant 4 à 12 mois en caves. Elle peut être conservée pendant des années. Liefmans Goudenband est disponible en bouteilles de 75 cl et 37,5 cl fermées par un bouchon de champagne.
- Liefmans Oud Bruin est une vieille brune avec une teneur en alcool de 5%[6]. Elle est placée en caves de maturation pendant 4 à 8 mois. La bière est disponible en bouteilles de 25 cl et en fûts de 30 litres.
- Liefmans Fruitesse est une bière aux fruits rouges avec une teneur en alcool de 3,8 %. C'est un mélange de bière vieillie dans de vraies cerises, du jus de fruits naturels de fraise, de framboise, de cerise, de myrtille et de sureau. La mousse rappelle un Kir Royal. La bière est disponible en bouteilles de 25cl et en fûts de 20 et 30 litres.
- Liefmans Yell'Oh est une bière fruitée à 3,8%. Elle contient un mélange d'ananas, citron vert, sureau, basilic, et pomme.
- Liefmans Peach est une bière à la pêche à 3,8%.

## Prix
En 2010, Liefmans Cuvée Brut et Liefmans GoudenBand ont reçu deux étoiles au Superior Taste Award de l'International Taste & Quality Institute.
En 2013, Liefmans Cuvée-Brut a reçu la médaille d'argent dans la catégorie Belgian-style Fruit Sour Ale de l'European Beer Star.